# Хатагов, Тасолтан Магомедович
Тасолта́н Магоме́дович Хата́гов (осет. Хӕтӕгты Магомеды фырт Тасолтан; 11 ноября 1953, селение Чикола, Северо-Осетинская ССР, РСФСР — 25 октября 2016) — советский борец вольного стиля, двукратный чемпион СССР и победитель Спартакиады народов СССР. Мастер спорта СССР международного класса по вольной борьбе.

## Биография
В 1968 году начал заниматься вольной борьбой под руководством Казбека Магометовича Дедегкаева. Боролся в лёгком весе. Входил в состав сборной команды СССР. В 1977 году становится чемпионом РСФСР в Улан-Удэ. Два раза становился чемпионом СССР в Красноярске (1977) и в Москве (1980). Двукратный серебряный призёр чемпионатов СССР (1978, 1979). В 1979 году становится победителем Спартакиады народов СССР в Москве. Двукратный победитель Тбилисского международного турнира (1978, 1980).
В 1976 году окончил факультет физического воспитания и спорта Северо-Осетинского государственного университета имени К. Л. Хетагурова.

## Спортивные достижения
- Двукратный чемпион СССР (1977, 1980)
- Победитель Спартакиады народов СССР в Москве (1979)
- Чемпион РСФСР в Улан-Удэ (1977)
- Победитель Тбилисского международного турнира (1978, 1980).

## Интересные факты
Несмотря на неоднократные победы на чемпионатах СССР и победе на Спартакиаде народов СССР, ни разу не выступал на чемпионатах Европы, мира, Кубке мира, Олимпийских играх. Единственный раз выступив за границей — на международном турнире в Иране (1977), занял первое место.